# 여성주의의 역사
여성주의의 역사는 여성의 평등한 권리를 목표로 하는 운동과 이데올로기를 연대순으로 기술한 것이다. 전세계의 여성주의자들이 조직과 목표가 다르고 시대, 문화, 국가에 따라 의도하는 바가 다른 반면 대부분의 서구 여성주의 역사가들은 여성의 권리 획득을 낳는 모든 운동이, 그들 스스로 이러한 용어를 사용하지 않더라도 여성주의 운동으로 고려되어야 한다고 주장한다. 다른 역사가들은 이를 근현대 여성주의 운동에만 국한시키는 대신, 이전의 운동을 일컫는 표현으로서 '프로토 페미니즘'을 사용한다.
근현대 서구 여성주의사는 세 번의 시기 혹은 '물결'로 구분되는데, 각각의 시기는 앞선 진전을 토대로 조금은 다른 목표를 지향한다.
제1세대 여성주의는 19세기부터 20세기 초반에 등장하였으며 여성의 법적 불평등과 특히 여성의 참정권 확보에 중점을 둔다. 참정권 운동이 성공을 거두자 1세대 여성주의는 급격히 쇠퇴하고 긴 침묵에 빠진다. 2세대의 급진적 여성주의자들은 약 40년에 걸친 여성주의 암흑기는 1세대 페미니스트들이 참정권이라는 단일의제에 온힘을 집중한 탓에 찾아온 것이라고 비판했다. 비록 1세대 여성주의가 자유주의 여성주의로 대표되긴 하지만, 실제로 1세대 여성주의 내에서도 노선의 형식과 내용을 둘러싼 비판과 논쟁은 존재했다. 일례로 미국의 샬럿 퍼킨스 길먼은 참정권 운동이 성공을 목전에 둔 시기에 운동의 구심점이 사라질 것이라 예견하고 경제적 독립, 모성애의 사회화 등 새로운 여성의제를 고민하기도 했다. 아나키스트인 엠마 골드만은 참정권 운동을 부르주아 페미니즘이라 비판하며 성과 섹슈얼리티의 자율성을 추구하기 위해 피임을 공적 담론으로 도입했고, 프랑스의 넬리 루셀, 마들렌 펠티에 등은 출산의 자유를 추구하는 등 1세대 여성주의 시기에 이미 2세대 여성주의의 의제가 일정 부분 예시되어 있었다. 제2세대 여성주의는 1960년대부터 1980년대까지 이어지며 이 시기에는 문화적 불평등, 성적 규범과 여성의 사회적 역할로 확대된 논의를 진행한다. 2세대를 상징하는 급진적 여성주의 역시 내부분열, 사회의 보수화, 문화 페미니즘의 부흥 등 여러 요인으로 인해 크게 쇠퇴했으며, 특히 1980년대 레이건 정부 시기 신보수주의의 반격이 거세게 일어났다. 제3세대 여성주의는 1990년대부터 2000년대까지 다양한 갈래로 분화된 여성주의 활동으로 대변된다. 이 사이에 두번째 시기의 활동을 실패로 간주하는 부류가 등장한 반면 두번째 흐름을 이어가는 부류도 있다. 통상 여성주의의 역사를 세 개의 시기로 분류하나 일부 유명인사나 중요 사건 위주로 구분을 하여 전체 역사를 포함하지 못한다는 비판을 받고 있다.